# Amphineurus (Nothormosia) horni
Amphineurus (Nothormosia) horni is een tweevleugelige uit de familie steltmuggen (Limoniidae). De soort komt voor in het Australaziatisch gebied.